# TerraCycle
TerraCycle ist ein US-amerikanisches Recyclingunternehmen mit Sitz in Trenton (New Jersey) und Geschäftsstellen in 21 Staaten.

## Geschichte und Geschäftsmodell
Das Unternehmen wurde 2001 vom Studienabbrecher Tom Szaky gegründet.
Im Laufe der Jahre entwickelte sich TerraCycle zum weltweit führenden Unternehmen für die Sammlung und das Recycling von Abfallströmen, die traditionell als nicht rezyklierbar galten. Zu den Kunden gehören globale Unternehmen wie PepsiCo, Barilla oder Garnier.
Bekannt wurde die Firma durch ihr erstes Produkt, den biologischen Pflanzendünger TerraCycle Plant Food, das aus Wurmexkrementen hergestellt wird. Verkauft wird es in wiederverwerteten Plastikflaschen.
Zu den Produkten gehört eine Shampooflasche, die zu einem großen Teil aus recycelten Plastikflaschen hergestellt wird, welche an Meeresstränden eingesammelt wurden.

## Auszeichnungen
Das Unternehmen ist eines der ersten Unternehmen zur Herstellung von Konsumgütern, das mit dem Zerofootprint-Siegel ausgezeichnet wurde. Es wurde zweimal mit dem Environmental Stewardship Award von The Home Depot ausgezeichnet. 2007 wurde es mit dem Social Venture Network Innovation Award ausgezeichnet. Das Red Herring Magazin bezeichnete das Unternehmen als eines der 100 most innovative companies.

## Kritik
Durch TerraCycle getrennt gesammelte Kunststoffabfälle wurden in Bulgarien gefunden, wo sie in Zementwerken verbrannt werden sollten, statt rezykliert zu werden. TerraCycle übte in der Folge rechtlichen Druck gegenüber den Journalisten aus, welche diese Praxis entdeckt hatten.
The Last Beach Cleanup, eine gemeinnützigen Organisation mit Sitz in Kalifornien, reichte 2021 eine Klage gegen TerraCycle ein. In der Klage wird argumentiert, dass die Möglichkeiten des Unternehmens für Verbraucher, Abfälle zu recyceln, so begrenzt sind, dass die Programme effektiv nichts anderes als eine Gelegenheit für große Unternehmen sind, ihre Produkte grün zu waschen.